# 瑞斯库尔-米讷库尔
瑞斯库尔-米讷库尔（法語：Jussecourt-Minecourt，法語發音：[ʒyskuʁ minkuʁ]）是法国马恩省的一个市镇，属于维特里勒弗朗索瓦区。该市镇于1852年由原市镇瑞斯库尔（Jussecourt）和米讷库尔（Minecourt）合并而成。

## 地理
瑞斯库尔-米讷库尔（48°47'22"N, 4°47'18"E）面积8.92 平方千米，位于法国大東部大區马恩省，该省份为法国东北部内陆省份，北起阿登省，西北接埃纳省，西南接塞纳-马恩省，南至奥布省，东南接上马恩省，东临默兹省。
与瑞斯库尔-米讷库尔接壤的市镇（或旧市镇、城区）包括：索河畔比尼库尔、瓦勒德维耶尔、埃尔斯勒莫吕、埃尔斯莱韦克、索尼昂朗格勒、埃特勒皮。

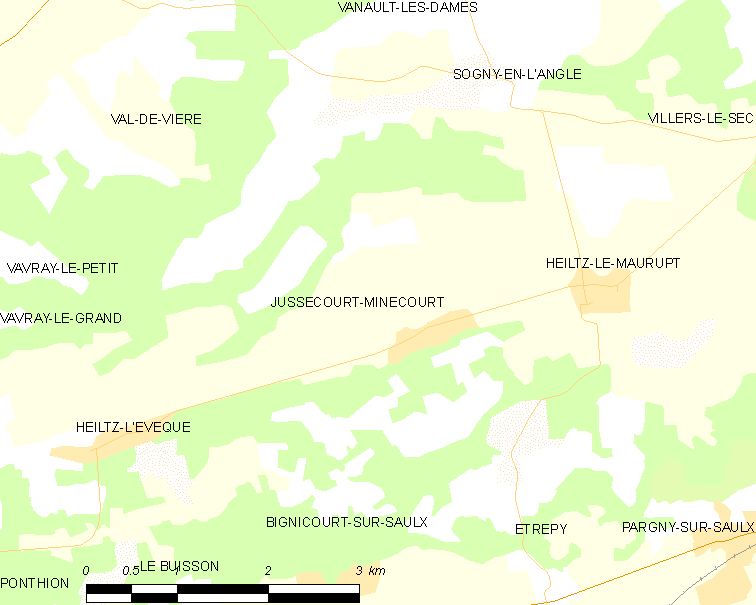
瑞斯库尔-米讷库尔的OSM定位图

瑞斯库尔-米讷库尔的时区为UTC+01:00、UTC+02:00（夏令时）。

## 行政
瑞斯库尔-米讷库尔的邮政编码为51340，INSEE市镇编码为51311。

## 政治
瑞斯库尔-米讷库尔所属的省级选区为塞迈兹莱班县。

## 人口

1962-2008年间瑞斯库尔-米讷库尔人口变化图示

瑞斯库尔-米讷库尔于2022年1月1日时的人口数量为199人。